# Frasera speciosa
Espèce
Synonymes
- Frasera ampla Greene[1]
- Frasera angustifolia (Rydb.) Rydb.[2]
- Frasera macrophylla Greene[1] [2]
- Frasera scabra (M.E.Jones) Rydb.[1]
- Frasera speciosa var. angustifolia Rydb.[2]
- Frasera speciosa var. stenosepala Rydb.[2]
- Frasera stenosepala (Rydb.) Rydb.[2]
- Frasera venosa Greene[1]
- Swertia radiata var. macrophylla (Greene) H. St. John[1]
- Swertia radiata var. macrophylla (Greene) St. John[2]
- Swertia radiata (Kellogg) Kuntze[2] [3]
- Tessaranthium angustifolium (Rydb.) Rydb.[1]
- Tessaranthium scabrum (M.E. Jones) Rydb.[1]
- Tesseranthium angustifolium (Rydb.) Rydb.[2]
- Tesseranthium macrophyllum (Greene) Rydb.[1] [2]
- Tesseranthium radiatum Kellogg[2] [3]
- Tesseranthium speciosum (Douglas ex Griseb.) Rydb.[1]

Frasera speciosa est une espèce de plantes de la famille des Gentianaceae.
Elle est originaire du sud-ouest des États-Unis.
Elle peut atteindre 1,2 m de haut et donne des fleurs blanches en juillet, août.

## Liste des variétés
Selon Tropicos (20 mars 2019) (Attention liste brute contenant possiblement des synonymes) :
- variété Frasera speciosa var. angustifolia Rydb.
- variété Frasera speciosa var. scabra M.E. Jones
- variété Frasera speciosa var. speciosa
- variété Frasera speciosa var. stenosepala Rydb.